# Flettner Fl 265
Flettner Fl 265 – wielozadaniowy śmigłowiec konstrukcji niemieckiej z okresu II wojny światowej.

## Historia

Silnik Sh-14A eksponowany w MLP w Krakowie

Śmigłowiec Fl 265 powstał na zamówienie Kriegsmarine, która w 1938 zleciła budowę sześciu prototypów. Pierwszy z nich nosił oznaczenie Fl 265 V1. Budowa nowej maszyny była bardzo zbliżona do poprzedniej konstrukcji Flettnera – Fl 185. Jej napęd stanowił silnik Bramo Sh 14A o mocy 160 KM. Napędzał on dwa przeciwbieżne (zachodzące na siebie) wirniki umieszczone nad kadłubem. Miały one średnicę 12,3 m. Pierwszy lot prototypu miał miejsce w maju 1939 roku. Wkrótce jednak uległ on katastrofie, kiedy łopaty wirników uderzyły w locie o siebie.
Drugi prototyp Fl 265 V2 przeszedł próby operacyjne na okrętach. Prowadzone one były na Bałtyku i Morzu Śródziemnym. Śmigłowiec startował ze specjalnej platformy montowanej na pokładzie krążownika. Dokonano też udanego lądowania na pokładzie okrętu podwodnego. Próby zakończyły się sukcesem. Wykazały przydatność maszyny do rozpoznania i zwalczania okrętów podwodnych. Wojska lądowe również wypróbowały Fl 265. Śmigłowiec użyty został jako latający dźwig podczas budowy mostów. Holował też pontony w czasie przeprawy przez rzekę. Przeprowadzono również próby sprawdzające możliwości samoobrony śmigłowca przed atakującymi go samolotami myśliwskimi. Testy zostały przeprowadzone z udziałem samolotów Fw 190 i Bf 109, uzbrojonych w fotokarabiny. Pomimo trwających 20 minut ataków, nie zarejestrowano żadnego trafienia.
Fl 265 nie został przyjęty do produkcji seryjnej, pojawił się bowiem lepszy dwumiejscowy śmigłowiec tej samej firmy – Flettner Fl 282.